# Tolna
För andra betydelser, se Tolna (olika betydelser).
Tolna är en mindre stad i Ungern med 11 053 invånare (2019), i provinsen Tolna.

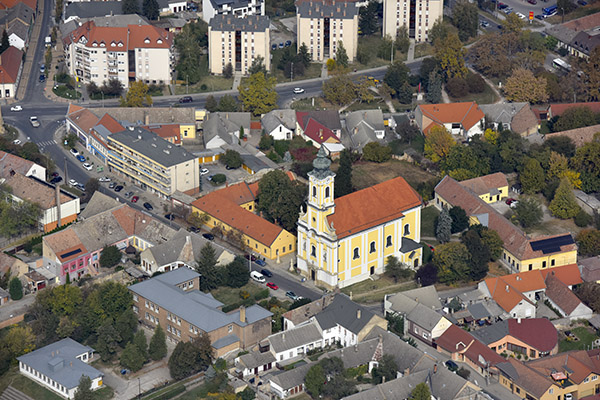
Tolna med katolska kyrkan.